# Drugi proces oświęcimski

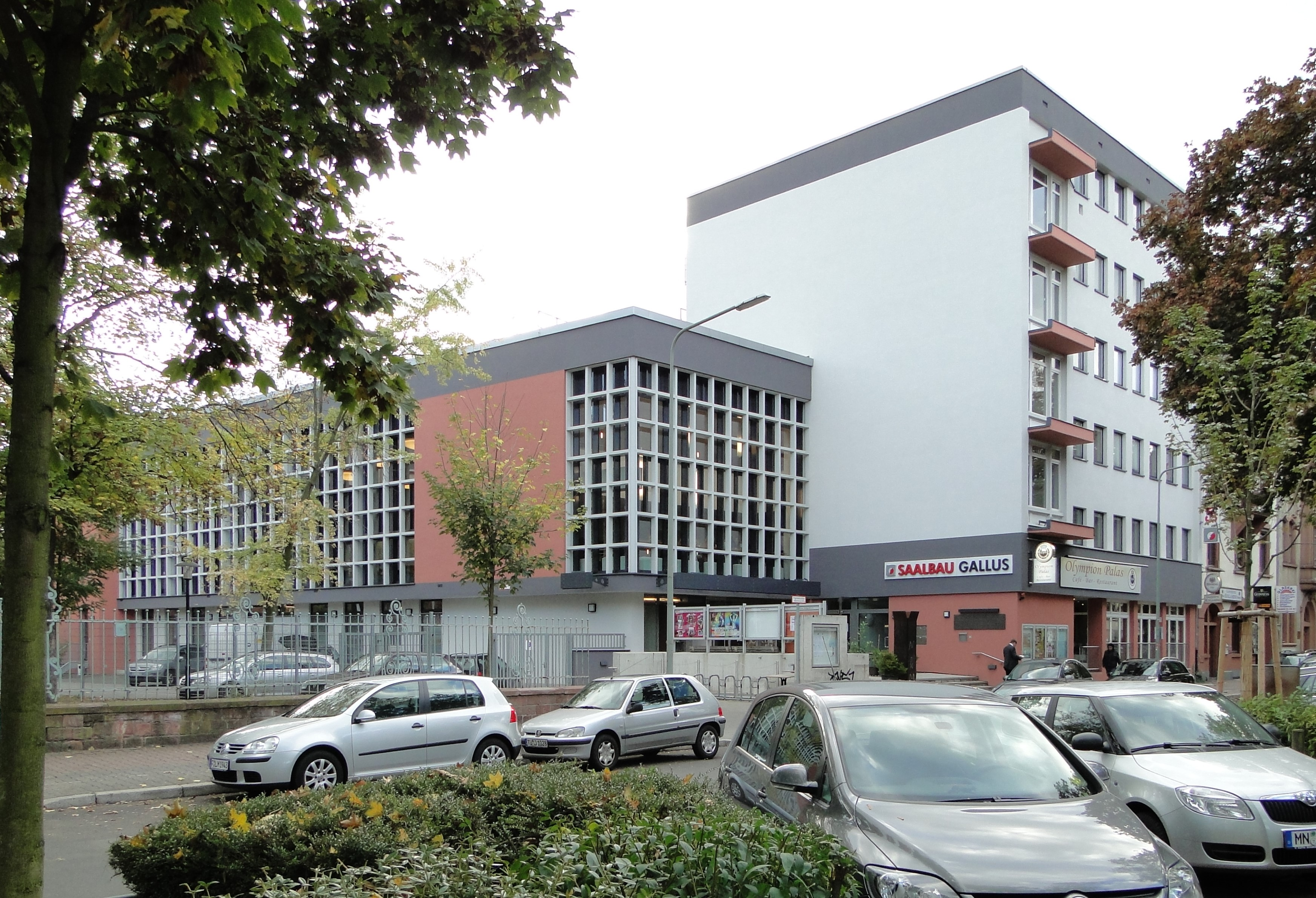
Budynek we Frankfurcie nad Menem, w którym odbywał się proces

Drugi proces oświęcimski – postępowanie karne członków załogi niemieckiego obozu koncentracyjnego Auschwitz-Birkenau, które toczyło się od 20 grudnia 1963 do 10 sierpnia 1965 przed zachodnioniemieckim sądem we Frankfurcie nad Menem. Kluczową rolę w przygotowaniu procesu odegrał prokurator generalny Hesji Fritz Bauer. Sędzią prowadzącym proces był Hans Hofmeyer.
Wcześniejsze procesy członków personelu Auschwitz-Birkenau miały miejsce między innymi w Polsce przed Najwyższym Trybunałem Narodowym i objęły w pierwszym procesie oświęcimskim byłych komendantów Rudolfa Hößa i Arthura Liebehenschela oraz niższej rangi esesmanów. Tym razem na ławie oskarżonych miał zasiąść ostatni komendant obozu Richard Baer (zmarł on jednak przed rozpoczęciem procesu) w towarzystwie innych członków załogi. Wśród oskarżonych znalazł się także jeden więzień funkcyjny.
Wśród oskarżonych szczególnym sadyzmem wyróżnili się w czasie pełnienia służby w obozie oświęcimskim: Wilhelm Boger (jeden z zastępców Maxa Grabnera, szefa obozowego Gestapo, specjalizujący się w wyrafinowanych torturach i wykonawca licznych egzekucji), Josef Klehr (sanitariusz SS i morderca tysięcy ludzi przez zastrzyk fenolu, zajmował się także selekcją więźniów do komór gazowych), Oswald Kaduk (Rapportführer o pseudonimie „diabeł”, który dopuścił się tak ogromnej liczby zbrodni, iż sąd zastanawiał się, czy nie jest on chory psychicznie), Stefan Baretzki (Blockführer, w akcie oskarżenia stwierdzono między innymi że zdarzyło się mu zamordować kijem matkę nowo narodzonego dziecka, a samo niemowlę kopnąć niczym piłkę futbolową) czy Franz Johann Hofmann (jeden z członków kierownictwa obozu, który swoim okrutnym zachowaniem dawał przykład podwładnym). Oprócz tego na ławie oskarżonych znaleźli się adiutanci komendanta obozu, lekarze i sanitariusze SS, a także członkowie Politische Abteilung (oddziału politycznego, czyli obozowego Gestapo). Kilku zbrodniarzy zostało, z różnych (nie zawsze zrozumiałych względów) wyłączonych z procesu. Należeli do nich: lekarz SS Kurt Uhlenbroock (dokonywał licznych selekcji i zwalczał epidemie kierując chorych do gazu), sanitariusz SS Hans Nierzwicki (morderca dzieci, również stosujący zastrzyk fenolu, zmarł po długiej chorobie w 1967) oraz Max Lustig (szef Gestapo miasta Oświęcim, przewodniczył posiedzeniom sądu na terenie obozu, które zawsze kończyły się wyrokiem śmierci i nie miały nic wspólnego z nawet elementarnym poczuciem sprawiedliwości). Oskarżony Heinrich Bischoff zmarł w trakcie procesu 26 października 1964.
Mimo licznych dowodów zbrodni i przeprowadzenia oględzin samego obozu Auschwitz-Birkenau wyroki jakie zapadły były dość łagodne. Sąd w kontrowersyjny sposób interpretował wszelkie zasady postępowania karnego na korzyść oskarżonych. Trzeba jednak przyznać, że i tak kary, w stosunku do innych skandalicznych procesów zbrodniarzy nazistowskich odbywających się w RFN, były dość surowe. Najbardziej wyrok skrytykowali byli więźniowie obozu, stwierdzając, że nie był on adekwatny do popełnionych w Auschwitz-Birkenau zbrodni. Jeszcze większe wzburzenie wywołało postępowanie zachodnioniemieckiego wymiaru sprawiedliwości, który zwolnił z więzienia niektórych z oskarżonych mimo odsiedzenia przezeń znikomego wręcz wymiaru kary.

## Wyrok zachodnioniemieckiego sądu we Frankfurcie nad Menem w drugim procesie oświęcimskim
| Oskarżony            | Stopień             | Funkcja                         | Wyrok                                                         |
| -------------------- | ------------------- | ------------------------------- | ------------------------------------------------------------- |
| Wilhelm Boger        | SS-Oberscharführer  | Gestapo obozowe                 | dożywotnie pozbawienie wolności + 15 lat pozbawienia wolności |
| Josef Klehr          | SS-Oberscharführer  | sanitariusz SS                  | dożywotnie pozbawienie wolności + 15 lat pozbawienia wolności |
| Stefan Baretzki      | SS-Rottenführer     | Blockführer                     | dożywotnie pozbawienie wolności + 8 lat pozbawienia wolności  |
| Franz Johann Hofmann | SS-Hauptsturmführer | Schutzhaftlagerführer           | dożywotnie pozbawienie wolności                               |
| Oswald Kaduk         | SS-Oberscharführer  | Rapportführer                   | dożywotnie pozbawienie wolności                               |
| Emil Bednarek        | więzień funkcyjny   | kapo                            | dożywotnie pozbawienie wolności                               |
| Robert Mulka         | SS-Hauptsturmführer | adiutant komendanta obozu       | 14 lat pozbawienia wolności                                   |
| Hans Stark           | SS-Untersturmführer | Gestapo obozowe                 | 10 lat pozbawienia wolności                                   |
| Victor Capesius      | SS-Sturmbannführer  | aptekarz obozowy                | 9 lat pozbawienia wolności                                    |
| Willy Frank          | SS-Hauptsturmführer | dentysta obozowy                | 7 lat pozbawienia wolności                                    |
| Karl Höcker          | SS-Obersturmführer  | adiutant komendanta obozu       | 7 lat pozbawienia wolności                                    |
| Bruno Schlage        | SS-Unterscharführer | strażnik                        | 6 lat pozbawienia wolności                                    |
| Klaus Dylewski       | SS-Oberscharführer  | Gestapo obozowe                 | 5 lat pozbawienia wolności                                    |
| Herbert Scherpe      | SS-Oberscharführer  | sanitariusz SS                  | 4,5 roku pozbawienia wolności                                 |
| Pery Broad           | SS-Rottenführer     | Gestapo obozowe                 | 4 lata pozbawienia wolności                                   |
| Emil Hantl           | SS-Unterscharführer | sanitariusz SS                  | 3,5 roku pozbawienia wolności                                 |
| Franz Lucas          | SS-Obersturmführer  | lekarz obozowy                  | 3 lata i 3 miesiące pozbawienia wolności                      |
| Artur Breitwieser    | SS-Unterscharführer | urzędnik administracji obozowej | uniewinniony                                                  |
| Willi Schatz         | SS-Untersturmführer | dentysta obozowy                | uniewinniony                                                  |
| Johann Schoberth     | SS-Unterscharführer | Gestapo obozowe                 | uniewinniony                                                  |

## Obraz w kulturze
- Przebieg procesu w konwencji beletrystycznej został ukazany w powieści Annette Hess(inne języki) pt. W niemieckim domu (tytuł oryginału: Deutsches Haus), wydanej w Polsce w 2019 nakładem Wydawnictwa Literackiego[2].